# Johann Friedrich Wolff

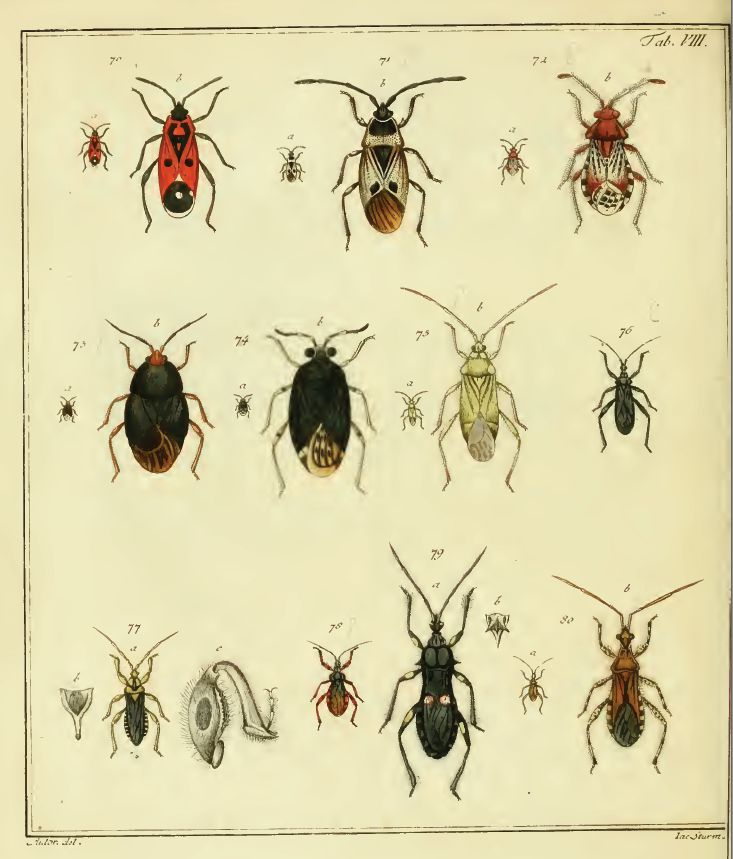
Tafel 8 aus "Icones Cimicum descriptionibus illustratae", von Johann Friedrich Wolff et al.

Johann Friedrich Wolff (* 1778 in Schweinfurt; † 13. März 1806 ebenda) war ein deutscher Arzt, Botaniker und Insektenkundler. Er war der Sohn des Botanikers und Arztes Johann Philipp Wolff.

## Leben und Wirken
Er schrieb Commentatio de Lemna. Altdorfii et Norimbergae (1801) über Wasserlinsengewächse, Icones Cimicum descriptionibus illustratae. Erlangen 1800–1811, eine illustrierte Abhandlung über die Wanzen mit Kupferstichen von Jacob Sturm, sowie einige Fachartikel. Wolff ist Autor verschiedener Gattungen und Arten der Schnabelkerfe. Sein botanisches Autorenkürzel ist "J.F.Wolff".

## Ehrungen
Die Gattung der Zwergwasserlinsen trägt ihm zu Ehren den Namen Wolffia Horkel. Auch die Pflanzengattungen Wolffiella Hegelm., Wolffiopsis (Hegelm.) Hartog & Plas und Pseudowolffia Hartog &  Plas, alle aus der Familie der Wasserlinsengewächse (Lemnaceae) sind nach ihm benannt worden.

## Werke
- Abbildungen der Wanzen mit Beschreibungen. Heft 1–5, Johann Jakob Palm, Erlangen 1800–1811 doi:10.5962/bhl.title.12481